# Louis Chevrolet
Louis-Joseph Chevrolet (La Chaux-de-Fonds, Suíça, 25 de dezembro de 1878 — Detroit, Michigan, Estados Unidos, 6 de junho de 1941) foi um piloto de corridas e co-fundador (junto com William C. Durant) da Chevrolet Motor Car Company, que foi adquirida pela General Motors e é a sua marca mais conhecida. Em muitos casos, como no Brasil, Chevrolet e General Motors são sinônimos.

## Biografia

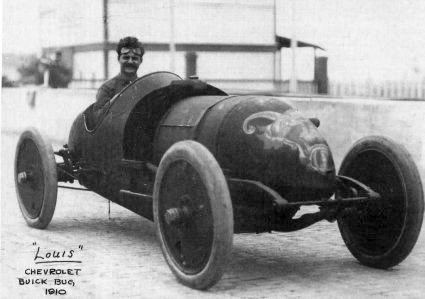
Louis Chevrolet num Buick 10

Em 1886, sua família sai da Suíça para viver em Beaune, no departamento francês de Côte-d'Or. Foi ali que o jovem Louis se interessou por mecânica. Ele trabalhou na loja de autopeças Roblin entre 1895 e 1899. Viveu em Paris durante algum tempo, até migrar para Montreal, no Canadá, em 1900. No ano seguinte ele mudou-se para Nova York, onde foi empregado da Fiat.
Já na Buick, Chevrolet aprendeu a projetar e construir automóveis. Projetou seu primeiro motor em 1909. Pouco depois, em sociedade com William C. Durant, fundou a Chevrolet Motor Car Company e fixou-se em Detroit, Michigan. Em 1915, em meio a desentendimentos com Durant, vendeu sua parte na companhia para o sócio. No ano seguinte, a empresa passou para a GM, então administrada por Durant. Apesar de sua genialidade mecânica, Louis não teve muita educação formal e nunca foi um homem de negócios.
Enquanto isso, Chevrolet passou a se dedicar exclusivamente aos carros de corrida. Em parceria com Howard E. Blood construiu o Cornelian, com o qual chegou em 20º. nas 500 milhas de Indianápolis em 1915. No ano seguinte, ele e seu irmão Gaston Chevrolet criam a Frontenac Motor Corporation, para projetar e produzir sua própria linha de carros de corrida. O melhor resultado de Louis em Indianápolis foi um sétimo lugar em 1919. Naquela corrida ele largou em segundo, liderou boa parte da prova mas teve problemas. Em 1920, Gaston venceu as 500 milhas de Indianápolis num carro construído por Louis.
Louis morreu em 6 de junho de 1941 em Detroit e foi enterrado no Holy Cross and Saint Joseph Cemetery, em Indianápolis. Em sua homenagem, um busto foi colocado na entrada do museu do Indianapolis Motor Speedway.
Em 1969 foi incluído no Automotive Hall of Fame.